# Ferdinand Fabra
Ferdinand Fabra (né le 8 octobre 1906 à Geseke mort le 22 décembre 2007 à Hambourg) est un entraîneur allemand de football. En 1939, il est vainqueur de la Coupe Reichsbund avec l'équipe de Silésie.

## Biographie
Ferdinand Fabra grandit à Lippstadt, où il obtient son diplôme de la Ostendorfschule de Lippstadt en 1926, puis étudie le sport à Berlin. La carrière de Fabras en tant que joueur est plutôt discrète (1927/28 avec le BFC Preussen pendant ses études à Berlin). Dans les années 1935 et 1936, il est l'assistant de l'entraîneur du Reich Otto Nerz. En 1936 et 1937, notamment lors des Jeux olympiques de Berlin, Ferdinand Fabra est l'entraîneur de l'équipe nationale de Finlande à neuf reprises. 
Il est en 1946/47 et 1947/48, le premier « vrai » Dortmunder qui entraîne le Borussia Dortmund. En 1947, son équipe devient championne de Westphalie. En 1948, le Borussia devient champion ouest-allemand et répète ce succès l'année suivante. Le 1er août 1948, Fabra est remplacé par l'entraîneur de Vienne Edy Havlicek (en) et BVB débute à la deuxième saison de la Oberliga West. Entre juillet 1951 et février 1952, Ferdinand Fabra est l'entraîneur du champion du monde de 1954, Karl Mai au SpVgg Fürth. 
Après sa carrière dans le football, Ferdinand Fabra enseigne de 1954 à 1978 au Ostendorf-Gymnasium de Lippstadt. Jusqu'à sa mort, il vit avec son fils à Hambourg. 
Fabra est un joueur passionné d'échecs. Dans le cadre du tournoi d'échecs de Dortmund, le prix Ferdinand Fabra, pour récompenser des jeunes joueurs, est décerné chaque année depuis 2008.

## Titres d'entraîneur
- Vainqueur de la coupe du Reichsbund 1939 (Silésie)
- Champion de Westphalie 1947 (Borussia Dortmund)
- Champion d'Allemagne de l'Ouest 1948 (Borussia Dortmund)

## Équipes
- VfB Cobourg : 1930 au 31 décembre 1931 en tant que joueur-entraîneur
- Holstein Kiel
- Eintracht Brunswick : à partir de 1933
- Équipe nationale du Reich : assistant d'Otto Nerz en 1935 et 1936
- Équipe nationale de Finlande : du 30 juin 1936 au 29 juin 1937 
  - 8 matchs (1-1-6) : 1 victoire 2 à 0 contre la Norvège le 6 septembre 1936 à Oslo
- Équipe de Wurtemberg : 1937
- Équipe de Silésie: 1938 et 1939
- Équipe de l'Université silésienne Friedrich Wilhelm de Breslau : 1939 à 1945
- VfL Geseke, Borussia Lippstadt, SuS Menden, VfR Marsberg: 1945 à 1946
- Wolfenbütteler SV : automne 1946 à mars 1947
- Borussia Dortmund : mars 1947 au 30 juillet 1948
- Borussia Neunkirchen : octobre 1948 à 1950
- Preußen Münster : 1950 à avril 1951
- SpVgg Fürth : juillet 1951 à février 1952
- Wuppertal SV : 1952 à 1953

- Qualifications de coupe du Monde en tant qu'entraîneur de la Finlande: 
  - 16 juin 1937: Suède-Finlande 4 - 0
  - 29 juin 1937: Finlande-Allemagne 0 - 2

- Jeux olympiques d'été de 1936 en tant qu'entraîneur de la Finlande: 
  - 4 août 1936: Pérou-Finlande 7 - 3